# 컴퓨터 전화 통합
컴퓨터 전화 통합(Computer Telephony Integration)은 컴퓨터와 전화시스템을 통합해 컴퓨터의 컨트롤과 기능을 전화기에 적용시킨 것으로 사용자에게 구내로 들어오는 호출에 대해 더 많은 정보를 제공하고 정보를 분산시키는 기술이다. 유무선 전화와 같은 공중망 통신 서비스를 통해 인터넷/인트라넷상의 모든 정보를 포함한 컴퓨터의 모든 정보 자원에 접근할 수 있다. 사용자는 CTI 기술을 이용함으로써 컴퓨터 자원의 사용에 걸림돌로 작용했던 지리적, 시간적 제약에서 벗어날 수 있게 됐으며, 숙련도를 필요로 하는 전산환경으로부터 해방될 수 있다. 단순히 이런 접근 채널을 PSTN으로 한정된 것이 CTI이며, Internet까지 수용하는 것을 ITI (Internet Telephony Integration)라고 부른다. 기업내 고객센터에서 CTI를 이용하여 고객정보를 전화 수신과 동시에 상담원에게 제공하여 신속하고 정확한 고객 응대 서비스를 제공하고 있다.

## 같이 보기
- 자동 호 분산기